# Маймори
Маймори (рос. Майморы) — присілок в Дальнеконстантиновському районі Нижньогородської області Російської Федерації.
Населення становить 46 осіб. Входить до складу муніципального утворення Дубравська сільрада.

## Історія
Від 2009 року входить до складу муніципального утворення Дубравська сільрада.

## Населення
| 2002 | 2010 |
| ---- | ---- |
| 78   | ↘46  |